# Husillos
Husillos – gmina w Hiszpanii, w prowincji Palencia, w Kastylii i León, o powierzchni 16,35 km². W 2011 roku gmina liczyła 254 mieszkańców.